# Giornata del Commonwealth
La Giornata del Commonwealth (in inglese Commonwealth Day, IPA /ˈkɒmənwelθ deɪ/) è una ricorrenza annuale del Commonwealth delle nazioni che si celebra il secondo lunedì di marzo.
È contrassegnata in particolare a Londra da un servizio interreligioso all'Abbazia di Westminster, di solito alla presenza del monarca regnante come capo del Commonwealth, del segretario generale del Commonwealth e degli alti commissari a Londra degli Stati membri del Commonwealth.
Originariamente noto come Empire Day, deve il suo nome attuale al premier Harold Macmillan il cui governo scelse tale name nel 1958.
In occasione del Commonwealth Day, il sovrano del Regno Unito registra un messaggio televisivo trasmesso in tutto il mondo.
Negli anni in cui si organizzano i Giochi del Commonwealth, il Commonwealth Day è il giorno in cui il re avvia la staffetta a Buckingham Palace consegnando il testimone al primo tedoforo che avvia una staffetta che termina alla cerimonia di apertura dei Giochi.
Il Commonwealth Day è un giorno festivo in alcune parti del Commonwealth, ma non nel Regno Unito.